# Cardano (Cornedo all'Isarco)
Cardano (Kardaun in tedesco) è un centro abitato d'Italia, frazione del comune di Cornedo all'Isarco.
Si trova in valle Isarco, ed è noto per la presenza nelle vicinanze dello sbarramento val d'Ega.